# Gamvik
Gamvik (en sami septentrional: Gáŋgaviika) és un municipi situat al comtat de Finnmark, Noruega. El centre administratiu del municipi és el poble de Mehamn. El municipi també inclou els pobles de Gamvik i Skjånes.
La majoria de la gent viu al poble de Mehamn (700 habitants), que compta amb un aeroport, i també és un port d'escala dels vaixells costaners Hurtigruten. El far de Slettnes prop del poble de Gamvik és el far situat més septentrional del continent d'Europa.

## Informació general

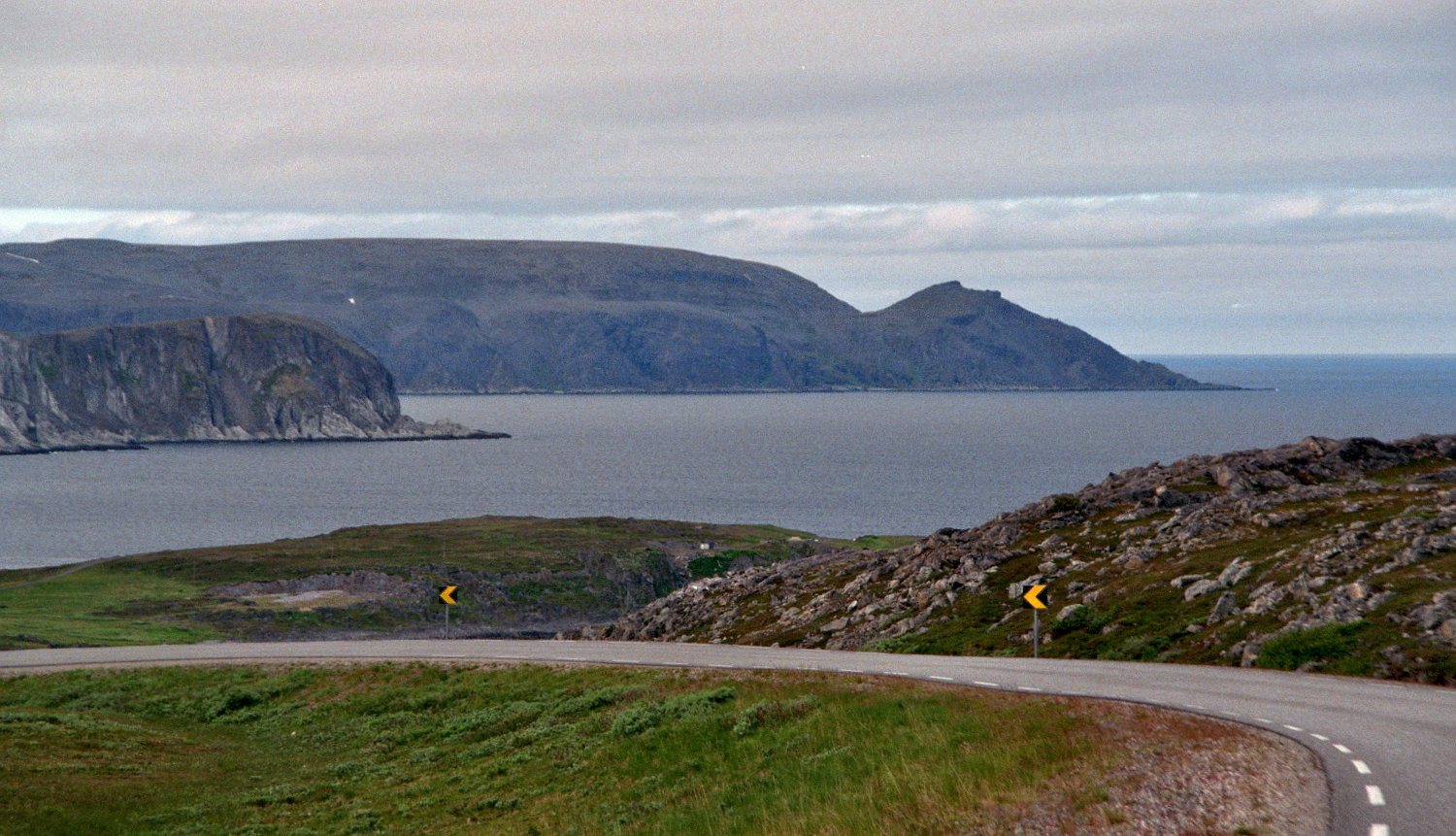
Zona natural del municipi

El municipi de Gamvik es va establir l'1 de gener de 1914, quan l'antic municipi de Deatnu es va dividir en Deatnu, Berlevåg, i Gamvik. Inicialment, Gamvik tenia 1.371 habitants. Els límits municipals no han canviat des d'aleshores.

### Nom
La forma en nòrdic antic del nom pot haver estat Gangvík. El primer element és llavors gangr que significa "camí" i l'últim element és Vík que significa "cala".

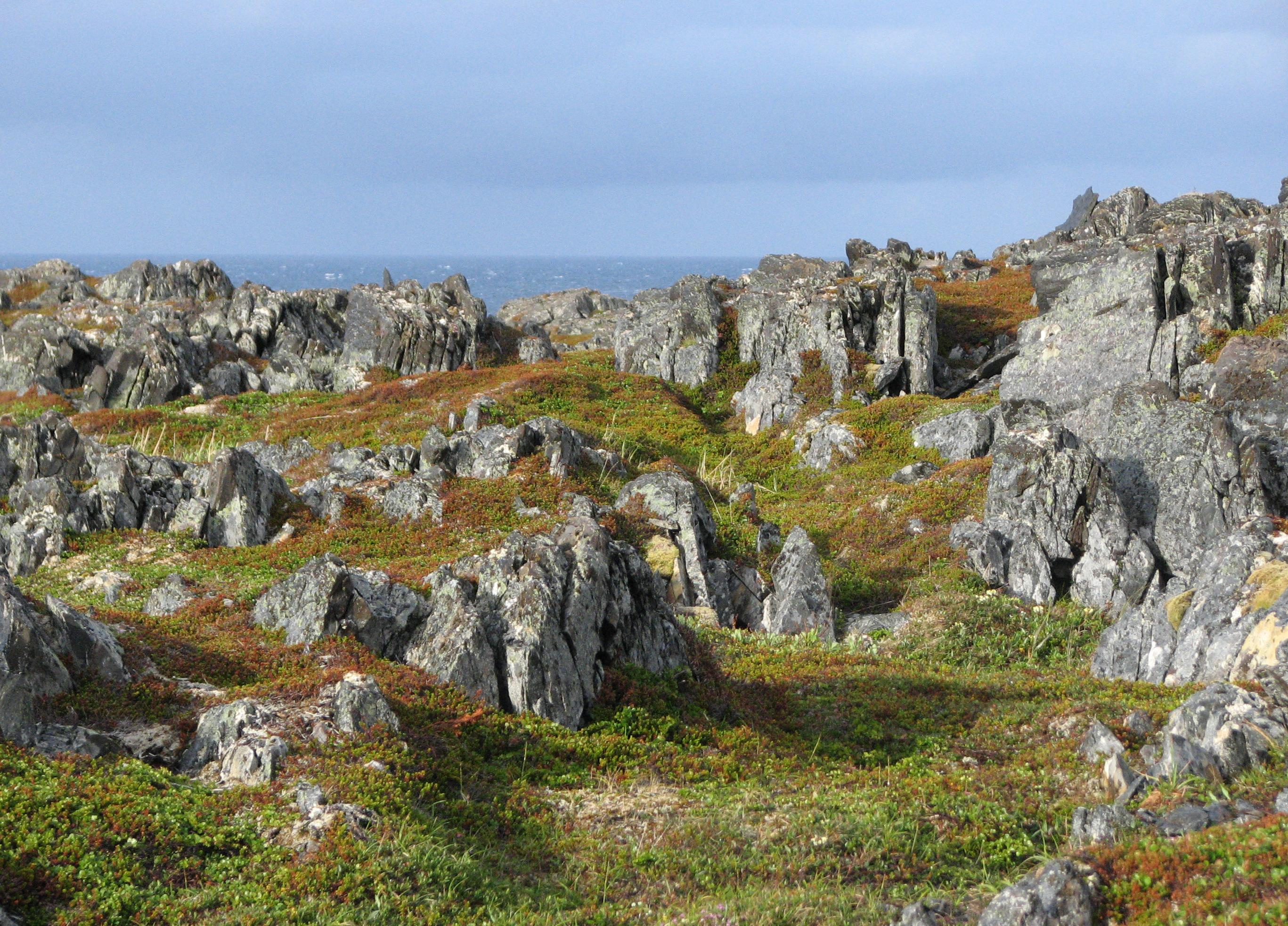
Vista de la reserva natural de Slettnes

## Escut d'armes
L'escut d'armes és modern. Se'ls hi va concedir el 28 de setembre de 1990. Els braços mostren una eina marítima característica per destacar la importància de la pesca: 3 agulles per a l'elaboració i apedaçant les xarxes de pesca. Tres d'aquestes agulles de color groc s'estableixen en diagonal sobre un fons vermell.

### Esglésies

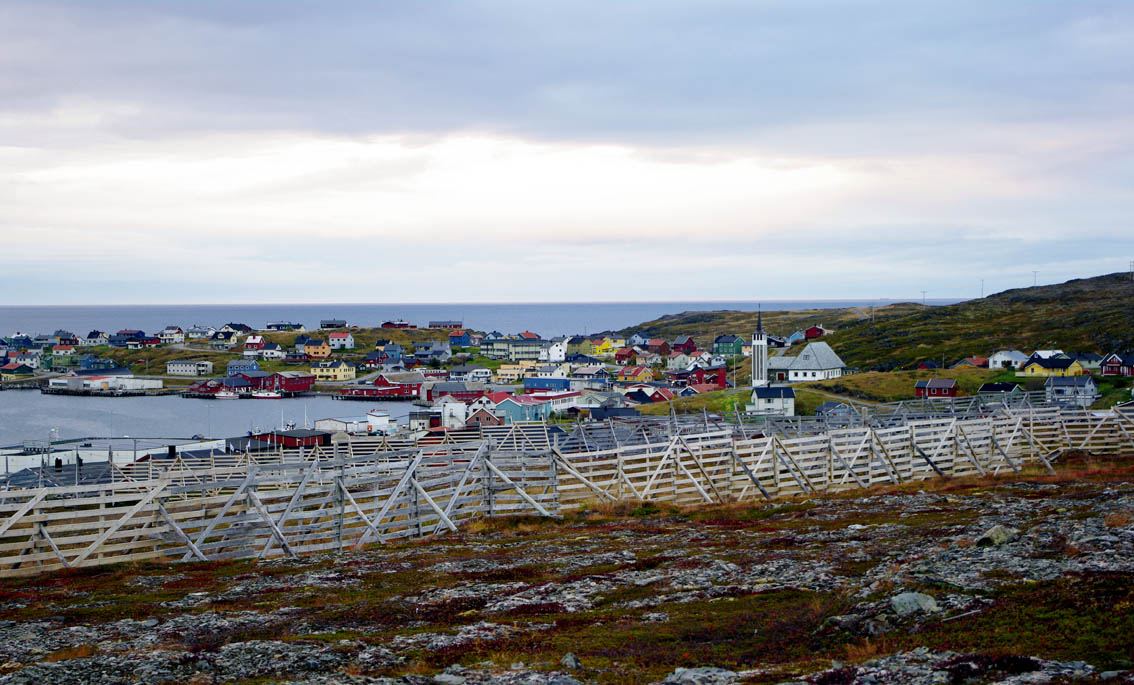
Vista de la vila de Mehamn

L'Església de Noruega té una parròquia (sokn) dins del municipi de Gamvik. És part del deganat Hammerfest a la Diòcesi de Nord-Hålogaland.
| Parròquia (Sokn) | Nom                | Localització | Any de construcció |
| ---------------- | ------------------ | ------------ | ------------------ |
| Gamvik           | Església de Gamvik | Gamvik       | 1958               |
| Gamvik           | Església de Hop    | Skjånes      | 1977               |
| Gamvik           | Capella de Mehamn  | Mehamn       | 1965               |

## Geografia
El municipi es compon de la meitat oriental de la península de Nordkinn. Kinnarodden, situada a Gamvik, és el punt més septentrional d'Europa continental (el punt més septentrional d'Europa no és el Cap Nord, malgrat que és el més conegut. El fiord de Tana flueix al llarg de la costa oriental de Gamvik. El municipi de Lebesby es troba a l'oest i el municipi de Deatnu es troba al sud. A l'altra banda del fiord a l'est s'hi troba el municipi de Berlevåg.

### Avifauna
La zona que envolta el far de Slettnes és també un indret interessant per a aquells interessats en les aus i la seva observació. Hi ha un observatori i una reserva natural d'aus.